# Танячкевич Данило Іванович
Дани́ло Іва́нович Танячке́вич (псевдо — Грицько Будеволя, О. Обачний, Дядько Данило; 6 листопада 1842, с. Дідилів — 21 квітня 1906, с. Закомар'я) — український греко-католицький священник, громадсько-політичний діяч-народовець, публіцист, почесний член «Просвіти», посол до Австрійського парламенту.

## Життєпис
Народився в селі Дідилові Золочівського округу в родині о. Данила Танячкевича (пом. 1895). Його мати — дочка о. Матвія Ковшевича, пароха села Довжнів на Закерзонні..
Навчався в народній школі в с. Витків, у Львівській гімназії та Львівській духовній семінарії Святого Духа Організатор таємних товариств української учнівської та студентської молоді «Громади», що діяли на теренах підавстрійської України і стали школою виховання української національної еліти. Головною метою роботи молодих народовців — членів «Громад» було навчання народних мас українській мові. Так з'явилися народовецькі часописи «Вечерниці», «Мета», «Нива», «Правда», з якими активно співробітничав й Данило Танячкевич. Він брав активну участь в поширенні в Галичині творів Т. Шевченка та взагалі українських видавництв. Так, у 1862 році у «Вечерницях» вийшла його знаменита стаття про Тараса Шевченка.
У 1865 році Данило Танячкевич завершив навчання у Львівській духовній семінарії, але його не висвятили через те, що керівництво Львівської консисторії боялося його організаторського таланту, а найбільше — українства. Нарешті, 1867 року його було висвячено. Спочатку він був помічником пароха в селі Станіславчик на Брідщині, а з листопада 1868 року, адміністратором капелянії (завідувачем парафії), а від 28 вересня 1875 року — парохом греко-католицької громади села Закомар'я.
У 1877 році о. Данило Танячкевич виступив на захист арештованих І. Франка, М. Павлика та інших у справі «соціалістів», а також вісімнадцятьох семінарістів-народовців. Тоді під псевдонімом Будеволя вийшла його брошура «Прояви соціялістичні між Українцями и їх значення». В брошурі Танячкевич засудив поведінку керівництва семінарії, що не стало на захист своїх вихованців.
Також він належав до головних пропагандистів ідей тверезості (проповідував про неї на церковних місіях) та потреб подорожей по рідному краю. Так, у 1878 році Танячкевич видав дві невеличких краєзнавчих брошурки «Молоденький народній турист. Дещо для маленького народного труду вакаційного наших школярів» вийшла під псевдонімом «Дядько Данило» та «Старший народній турист. Просвітнє жадання для старшої нашої молодіжи» — під псевдонімом «Будеволя».
Танячкевич був одним з перших галицьких економістів. Він закликав максимально використовувати можливості та досвід греко-католицької церкви. Він не погоджувався з тими, хто вважав церкву суто релігійною інституцією й пропонував використати засоби греко-католицької церкви для ефективної організації економічного життя українців Галичини. У 1883 році парох села Закомар'я о. Данило Танячкевич, організував особливий тип ощадно-позичкових кас, які він назвав «Правдами». Такі «Правди» були утворені на Золочівщині й Брідщині, зокрема, у Закомар'ї, Білому Камені, Петричах. Також написав окрему брошуру «Як заводити „Правди“».
1893 року був одним з ініціаторів перенесення тлінних останків Маркіяна Шашкевича з Новосілок до Львова. У 1897 році о. Данила Танячкевича обрано послом до Австрійського парламенту від 20 сільського округу (судові повіти Золочів, Зборів, Перемишляни і Глиняни). У травні 1897 року посол Танячкевич вніс до парламенту проект закону про рівноправність народностей Австро-Угорської імперії. У березні 1898 року він виступив з пропозицією надати державну допомогу селянам, описавши їхнє злиденне життя. У жовтні 1899 року запропонував австро-угорському урядові викупити усі селянські борги. Через його прихильність до селян він не був допущений до наступних виборів.
Данило Танячкевич був одним з ініціаторів встановлення пам'ятного хреста на честь Маркіяна Шашкевича на Білій Горі у Підлиссі. У 1905 році, він під час виголошення святкової проповіді на храмовому святі Чесного Хреста в сусідньому селі Ожидові, вказавши хрестом на Білу гору зі словами: «На цій горі повинен стати Хрест, який показуватиме дорогу нашого національного відродження». Того ж року о. Данило відвідав антиалкогольний конгрес, що проходив в угорському Пешті (східна частина Будапешта), про що опублікував повідомлення в часописі «Діло».
Наприкінці грудня 1905 року він прибув на Народне віче до Львова. Тривалий час простояв на дворі, застудився, захворів на важку недугу, від якої на той час не було ліків. Помер о. Данило Танячкевич 21 квітня 1906 року та похований на місцевому цвинтарі села Закомар'я.

## Праці
Танячкевич автор низки брошур і памфлетів на актуальні політичні, церковні (серед ін. «Студії на нашім церк. нар. полі» під псевд. О. Обачний, 1877—1889), економічні й інші теми, що з'явилися переважно у 1860-х—1870-х роках. Нижче наведені лише деякі з них:
- Письмо до громади / Д. І. Танячкевич. — Львів: друкарня Ставропигійського інститута, 1863. — 32 с.
- Письмо народовцівъ руськихъ до редактора политичнёі часописі «Русь» яко протестъ и мемориялъ / Д. І. Танячкевич. — Відень: друкарня Соммера, 1867. — 15 с.
- Прояви соціялістичні між Українцями и їх значення (1877).
- Молоденький народній турист. Дещо для маленького народного труду вакаційного наших школярів (1878).
- Старший народній турист. Просвітнє жадання для старшої нашої молодіжи (1878).
- Як заводити «Правди» (1883).

## Вшанування пам'яті
У 1993 році одна з вулиць у Сихівському районі Львова названа на його честь.
У 2014 році в тернопільському видавництві «Терно-граф» вийшла друком книга «Отець Данило Танячкевич. Вибрані праці та листи» (автор-упорядник Ольга Збожна).

## Родина
Разом з дружиною виховали трійко дітей — двох доньок і сина. Одна з його доньок доглядала у 1916 році важкохворого І. Франка. Син Кость закінчив Віденський університет, був доктором медицини. На часі листопадових боїв 1918 року у Львові при Начальній Команді УГА доктор Кость Танячкевич призначений санітарним шефом (комендант санітарної частини) українського війська. У ніч на 22 листопада 1918 року підрозділи та командування українського війська разом з урядом ЗУНР відступили зі Львова. Виїхав з міста й санітарний шеф війська сотник К. Танячкевич з підлеглим йому медичним персоналом. Вже у січні 1919 року санітарному шефові при Начальній Команді Галицької Армії докторові Костю Танячкевичу на фронті підпорядковувалися 24 лікарі. Планова організація медико-санітарної служби розпочалася після утворення відповідних референтур (відділів) у складі Державного секретаріату військових справ на чолі з отаманом Ростиславом-Едмундом Біласом і у складі Начальної Команди УГА — під проводом сотника Костя Танячкевича. Загинув в часі визвольних змагань у Східній Україні.